# Otago Harbour

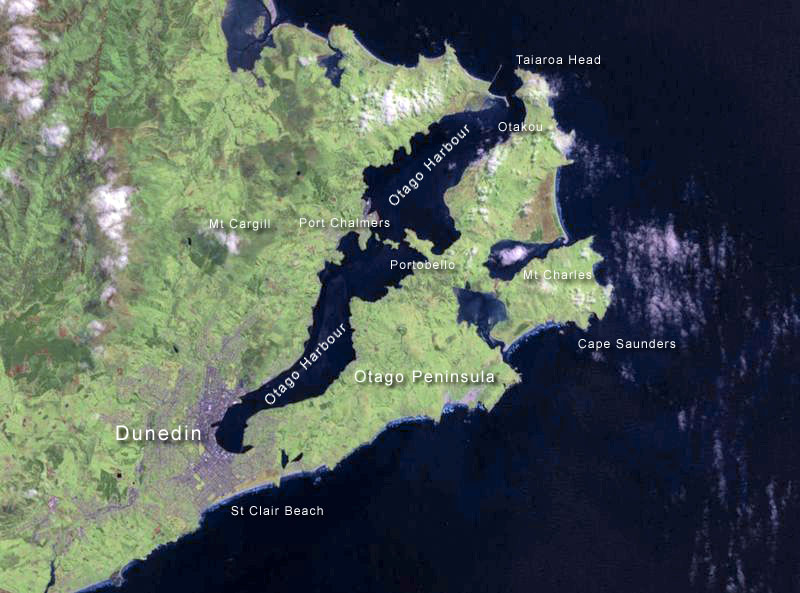
Dunedin, Otago Peninsula und Otago Harbour

Der Otago Harbour ist ein Naturhafen im Stadtgebiet von Dunedin auf der Südinsel von Neuseeland. Er hat Zugang zum Pazifischen Ozean.

## Geographie
Der Otago Harbour erstreckt sich über eine Länge von 22 km vom Stadtzentrum von Dunedin aus in einer Wellenlinie in nordöstliche Richtung. Seine breiteste Stelle liegt östlich von Port Chalmers und misst 5,2 km, wobei die durchschnittliche Breite rund 2,3 km beträgt. Der Eingang zum Naturhafen ist mit rund 360 m zugleich die engste Stelle des Gewässers. Die Fahrrinnen des Hafens sind im Upper Harbour, der Bereich zwischen Port Chalmers und Dunedin auf eine Breite von 76 m auf 7,6 m Tiefe ausgebaggert, im Lower Harbour zwischen Port Chalmers und dem Hafeneingang auf eine Breite von 180 m auf mindestens 12,2 m. Die Gesamtlänge der Uferlinie des Naturhafens beträgt rund 65 km.
Im Hafengebiet zwischen Port Chalmers auf der einen und Portobello auf der anderen Seite befinden sich drei Inseln, Quarantine Island, Goat Island und Pudding Island.

## Geologie
Entstanden durch die beiden Lavabetten eines zwischen Port Chalmers und Portobello zentrierten Vulkans, ist die Bucht heute, eingebettet zwischen der Hügelkette der Otago Peninsula und den Hügeln um den Mount Cargill herum, beliebtes Ausflugsziel und Touristenattraktion. Segeln, Windsurfen, Angeln und Muschelnsammeln geben Gelegenheiten zu Aktivitäten. Die beiden Uferstraßen beidseitig des Naturhafens geben viele unterschiedliche Einblicke in Naturlandschaft.
Den Ursprung fand die Landschaft in drei großen Eruptionsphasen des vor 11–13 Millionen Jahren tätigen Vulkans mit rund 200 Kernen. Als Schildvulkan ausgebildet, floss die dünnflüssige Lava in den beiden Richtungen ab, die heute das Bett des Otago Harbour bilden. Der Vulkan erreichte eine maximale Höhe von rund 1000 m. Die Ränder des Vulkans sind trotz Erosion noch in der Otago Peninsula und dem Mount Cargill zu erkennen, der mit 680 m die höchste Erhebung der Gegend ist.

## Beschreibung
Im Otago Harbour befinden sich zwei Hafenanlagen, eine in Port Chalmers und eine nahe dem Stadtzentrum von Dunedin. Er ist damit der zweitgrößte Hafen der Südinsel Neuseelands. Da der Naturhafen ursprünglich ein Flachwassergebiet war, bei dem bei Ebbe rund 30 % der Wasserfläche trockenfällt, wurde Mitte des 19. Jahrhunderts im Strömungsgebiet des Hafens eine Fahrrinne von der Küste aus über Port Chalmers bis nach Dunedin ausgebaggert. Im sogenannten „Unteren Hafen“ (von den Quarantäne- und Ziegen-Inseln – Höhe Port Chalmers – aus) wird das Wasser bei einem Gezeitendurchlauf jeweils komplett ausgetauscht, was einerseits zu erheblichen Strömungen am Hafeneingang führt, andererseits aber auch das Hafenbecken mit erheblichen Mengen Frischwasser versorgt. Die Artenvielfalt auf dem Seeboden des Naturhafens erscheint beachtlich, wie eine Dokumentation der Victoria University of Wellington zeigt.
Aus diesem Grund betreibt die University of Otago das New Zealand Marine Studies Centre, eine Forschungsstation, die einen Kilometer von Portobello entfernt auf einer kleinen in die Bucht hineinragenden Halbinsel liegt. Hier werden neben dem Forschungsbetrieb über eine ständige Ausstellung mit angeschlossenem Aquarium gleichzeitig die komplexen Zusammenhänge der Meeresökologie einer interessierten Öffentlichkeit vermittelt.
Neben Lachsen für Angler bietet der Otago Harbour einem kleinen Industriezweig Neuseelands die Pipi (Paphies australis), eine kleine bis mittelgroße Muschel (16–75 Stück pro kg), die sich in flachen nährstoffreichen Meeresgewässern gerne im Sand vergräbt und im Otago Harbour ideale Lebensbedingungen vorfindet. Sie wird im Hafengebiet das ganze Jahr über geerntet und ist als eine Delikatesse zu einem kleinen Exportschlager der Region geworden.